# Can Bartu
Can Bartu (Istanboel, 30 januari 1936 - 11 april 2019) was een Turkse oud-voetballer en oud-basketballer. Hij is de enige sporter uit Turkije die zowel basketbal- als voetbalinternational is geweest. Na zijn voetballoopbaan werd hij sportjournalist.
Bartu begon zijn sportleven bij de basketbalafdeling van Fenerbahçe SK. Hij is zesvoudig basketbalinternational. Can Bartu werd door voetbaltrainer Fikret Arıcan overgehaald om ook te gaan voetballen voor de club uit Istanbul. Zijn eerste voetbalwedstrijd was op 25 januari 1957 tegen Beyoğluspor. Fenerbahçe won de wedstrijd met 4-0; Can Bartu scoorde twee keer en gaf twee assists. Op dezelfde dag moest Can Bartu ook basketballen voor Fenerbahçe. Hij zorgde met een late drie-punter voor de winst.
In 1961 ging Bartu voetballen voor AC Fiorentina. Ook heeft hij voor SSC Venezia en SS Lazio gespeeld. Dankzij zijn chique kleding buiten de voetbalvelden, werd Bartu in Italië ook wel 'Signor Bartu' genoemd. Na jaren aldaar keerde hij in 1967 terug naar Fenerbahçe. In 1970 beëindigde hij zijn actieve loopbaan en begon Bartu als sportverslaggever bij een Turkse krant. Later werd hij ook commentator op tv.

## Trivia
- Bartu is de eerste Turkse voetballer die een Europacup-finale speelde en deze ook won. De wedstrijd was tussen Fiorentina en Atlético Madrid voor de Europacup II.
- Bartu heeft 326 wedstrijden gevoetbald en 162 keer gescoord voor Fenerbahçe. Viermaal werd hij met zijn club kampioen van Turkije (in het seizoen 1959, 1960-61, 1967-68 en 1969-70).
- In 1958 keepte hij een gedeelte van de wedstrijd tussen Turkije - Roemenië, doordat keeper Turgay Şeren geblesseerd raakte. Bartu kreeg één doelpunt tegen.